# Postregulationsbehörde
Die Postregulationsbehörde (PostReg; französisch Autorité de régulation postale, italienisch Autorità di regolazione postale) war eine fachlich unabhängige Behörde im Eidgenössischen Departement für Umwelt, Verkehr, Energie und Kommunikation (UVEK). Sie existierte vom 1. Januar 2004 bis zum 1. Oktober 2012. Sie wurde durch die PostCom abgelöst.
Die Behörde wachte flächendeckend über den Schweizer Postmarkt und achtete darauf, dass die Dienstleistungen der Grundversorgung effizient, in guter Qualität und für alle erschwinglich angeboten werden. Zudem behandelte PostReg Beschwerden von Bürgern zur Grundversorgung und stellte einen fairen und funktionierenden Wettbewerb im sich öffnenden Postmarkt sicher, beispielsweise durch die Prüfung der Einhaltung der branchenüblichen Arbeitsbedingungen oder des Quersubventionierungsverbots. Die Behörde bereitete Entscheide des Bundesrats und des UVEK vor, führte die Geschäftsstelle der Kommission Poststellen und vertrat die Schweiz in internationalen Postorganisationen.

## Regulierung des Postmarktes

### Grundversorgung
Die Grundversorgung (Universaldienst) umfasst die landesweite Versorgung mit Dienstleistungen der Post wie auch des Zahlungsverkehrs. Diese mussten nach gleichen Grundsätzen in guter Qualität und zu angemessenen Preisen erfolgen. Die Schweizerische Post ist verpflichtet, sämtliche Dienstleistungen der Grundversorgung anzubieten. Dazu gehörte die Beförderung von adressierten Briefen (bis 1 Kilogramm), von Paketen bis 20 Kilogramm sowie von abonnierten Zeitungen und Zeitschriften. Zum Zahlungsverkehr zählten Einzahlungen, Auszahlungen und Überweisungen. Die Grundversorgung war unterteilt in reservierte Dienste (Monopol) und nicht reservierte Dienste.
Seit dem 1. Januar 2004 nahm die PostReg Regulationsaufgaben im Schweizer Postwesen wahr. Sie war administrativ und teilweise auch fachlich dem Generalsekretariat des UVEK unterstellt. Ihr Auftrag umfasste die Qualitätssicherung im Bereich Grundversorgung.
Zudem garantierte die PostReg, dass die Einhaltung der Grundsätze der Kosten- und Leistungsrechnung sowie des Quersubventionierungsverbotes einer unabhängigen Prüfung unterzogen werden. PostReg behandelte aufsichtsrechtliche Anzeigen zur Grundversorgung, bereitete Entscheide im Postverkehr zuhanden des UVEK vor und setzte sie um.

### Hauptfunktionen der Regulation
Gemäss der Postverordnung (VPG) und dem Blick auf das europäische Umfeld liess sich die PostReg in drei Hauptfunktionen aufteilen:
- Sicherstellung einer flächendeckenden und qualitativ guten Grundversorgung zu angemessenen Preisen;
- Sicherstellung eines funktionierenden und fairen Wettbewerbs, namentlich durch die Umsetzung des Konzessionswesens;
- Marktbeobachtung und Marktaufsicht.

Die Grundzüge der Aufgaben der Postregulation wurden vom Bundesrat und Parlament in der Gesamtschau über die Weiterentwicklung des schweizerischen Postwesens festgelegt und vom Bundesrat in der Postverordnung geregelt. Mit 12 Mitarbeitenden (10,4 Stellen) nahm die Postregulationsbehörde PostReg einerseits die regulatorischen Aufgaben wahr, bearbeitete andererseits, vergleichbar mit der Tätigkeit eines Bundesamtes, hoheitliche Fragen im Postwesen. PostReg war somit mehr als nur ein Marktregulator.
Als fachlich unabhängige Regulierungsbehörde
- stellte PostReg die unabhängige Qualitätskontrolle der Dienstleistungen des Universaldienstes und des Zugangs zu diesem sicher;
- sicherte sie, dass eine unabhängige Prüfung der Einhaltung der Grundsätze der Kosten- und Leistungsrechnung sowie des Quersubventionierungsverbotes durchgeführt wird;
- behandelte sie aufsichtsrechtliche Anzeigen zum Universaldienst.

Zudem nahm PostReg im Bereich der Regulierung folgende Aufgaben wahr:
- sie vollzog das Konzessionswesen (Konzessionsbehörde ist jedoch das UVEK);
- sie bereitete Preisentscheide des Departements im Monopolbereich vor;
- sie evaluierte die schrittweise Marktöffnung.

Darüber hinaus bereitete PostReg in Linienfunktion Entscheide des UVEK und des Bundesrates vor und setzte sie um. Sie vertrat die Interessen der Schweiz in internationalen Organisationen im Postsektor (Weltpostverein UPU, CERP etc.). Auch oblag ihr die Geschäftsführung der Kommission Poststellen. PostReg war zudem zur Herausgabe eines jährlichen Tätigkeitsberichtes verpflichtet, der insbesondere über die wesentlichen Entwicklungen im Postsektor und speziell in der Grundversorgung Auskunft gab.

## Leitung
Marc Furrer war Gesamtleiter von PostReg, vertrat die Behörde nach Aussen und war Präsident der Eidgenössischen Kommunikationskommission (ComCom). Michel Noguet war interner Leiter von PostReg sowie Stellvertreter von Marc Furrer. Zurzeit waren neun Mitarbeiter bei PostReg angestellt.